# 8 أميال (فلم)
8 أميال هو دراما وهيب هوب أمريكي صدر في سنة 2002. من إخراج كوريتس هانسون وسيناريو سكوت سيلفر. بطولة إمينم وبريتاني ميرفي. تدور أحداث الفيلم حول مغنى راب أبيض يسعى لتحقيق الشهرة وتحسين حياته. حاز الفيلم على جائزة الأوسكار لأفضل أغنية أصلية عن أغنية "Lose Yourself".

## القصة
جيمي سميث وشهرته «رابيت» شاب يعيش في ضواحي ولاية ديترويت الأمريكية، ويصادف أن الضاحية التي يسكن فيها هي نقطة الفصل بين البيض والوطنيين الأمريكيين السود. بعد أن يكتشف جيمي أن صديقته «جانين» حامل، ولضيق ذات اليد يقوم «جيمي» بهجرها ويسعى للبحث عن عمل في مكان آخر، ويقوم بالانتقال للعيش مع والدته -مدمنة الكحول- توفيرا لنفقاته الشخصية، ويضطر لترك عمله في المصنع الذي كان يعمل فيه صباحاً.
يحاول جيمي تحسين حياته فيلتحق بمسابقة في غناء الراب، فيعاني «رابيت» في البداية من الخوف، ويرتعش عندما يأتي وقت التنافس وتسلط عليه الأضواء، ويدور صراع داخل الفتى الذي يعي قدراته الفنية تماماً، والتي تفرض عليه التغلب على خوفه ووضع بصمته الفنية الخاصة ولمعان اسمه على قائمة الأفضل بين عمالقة الهيب هوب في ديترويت من أجل مستقبله. ثم تتطور الأمور للأفضل حين يقابل ألكس التي تعمل عارضة وانتقلت للتو من ولاية نيويورك. إلا أن الأمور سرعان ما تسوء مرة أخرى حين يكتشف جيمي خيانة ألكس له، وتقوم والدته بطرده من المنزل في الوقت الذي يتعين عليه فيه إنهاء المسابقة، ومحاولة الفوز باللقب والمال.

## الإستقبال النقدي
تلقى الفيلم مراجعات إيجابية من قِبل النقاد وبالأخص أداء إمينم. حصل على نسبة 76% على موقع الطماطم الفاسدة بناءً 193 مراجعة. ونسبة 77% على موقع ميتاكريتيك وهو ما يشير إلى «مراجعات جيدة بشكل عام».

## وصلات خارجية
- الموقع الرسمي
- مقالات تستعمل روابط فنية بلا صلة مع ويكي بيانات